# جايسون جون
جايسون جون (بالإنجليزية: Jason John) هو منافس ألعاب قوى بريطاني، ولد في 17 أكتوبر 1971 في برمنغهام في المملكة المتحدة.

## وصلات خارجية
- جايسون جون على موقع الاتحاد الدولي لألعاب القوى (الإنجليزية)
- جايسون جون على موقع أوليمبيديا (الإنجليزية)
- جايسون جون على موقع اتحاد ألعاب الكومنولث (مؤرشف) (الإنجليزية)